# توماس إيدي
توماس إيدي (بالإنجليزية: Thomas Eddy)‏ هو شخصية أعمال أمريكي، ولد في 5 سبتمبر 1758، وتوفي في 16 سبتمبر 1827.